# Petasodes dominicana
Petasodes dominicana es una especie de insecto blatodeo de la familia Blaberidae, subfamilia Blaberinae.

## Distribución geográfica
Se pueden encontrar en Brasil.

## Sinónimos
- Monachoda dominicana Burmeister, 1838.
- Blabera pedestris Serville, 1838.